# Kuressaare
Kuressaare es la capital de Saaremaa, una isla de Estonia, y del condado de Saare.
La ciudad, ubicada en la bahía de Livonia, mide cerca de 15 km² con una población de 16.000 habitantes aproximadamente.
Kuressaare, que obtuvo la clasificación de ciudad en 1563, ha llevado diferentes nombres en su historia. Su nombre germanizado fue Arensburg, cambiado por Kuressaare en 1917. Durante el período soviético, entre 1952 y 1988 fue llamada Kingissepa en honor al bolchevique Viktor Kingissepp, nacido en Kuressaare.
Kuressaare fue la primera población en Estonia donde se restauró la autogestión en octubre de 1990. 

## Nombres

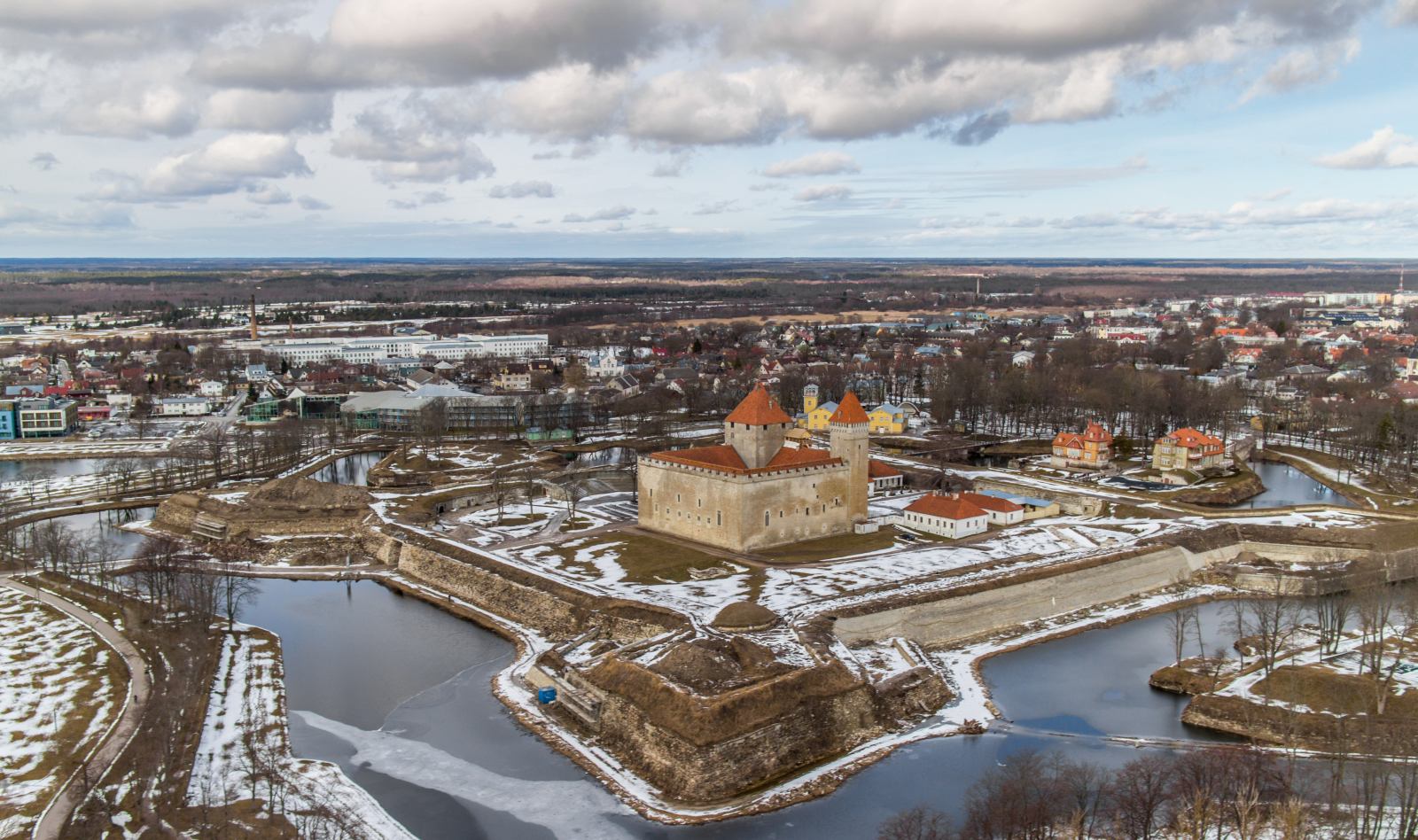
Vista panorámica del castillo de Kuressaare

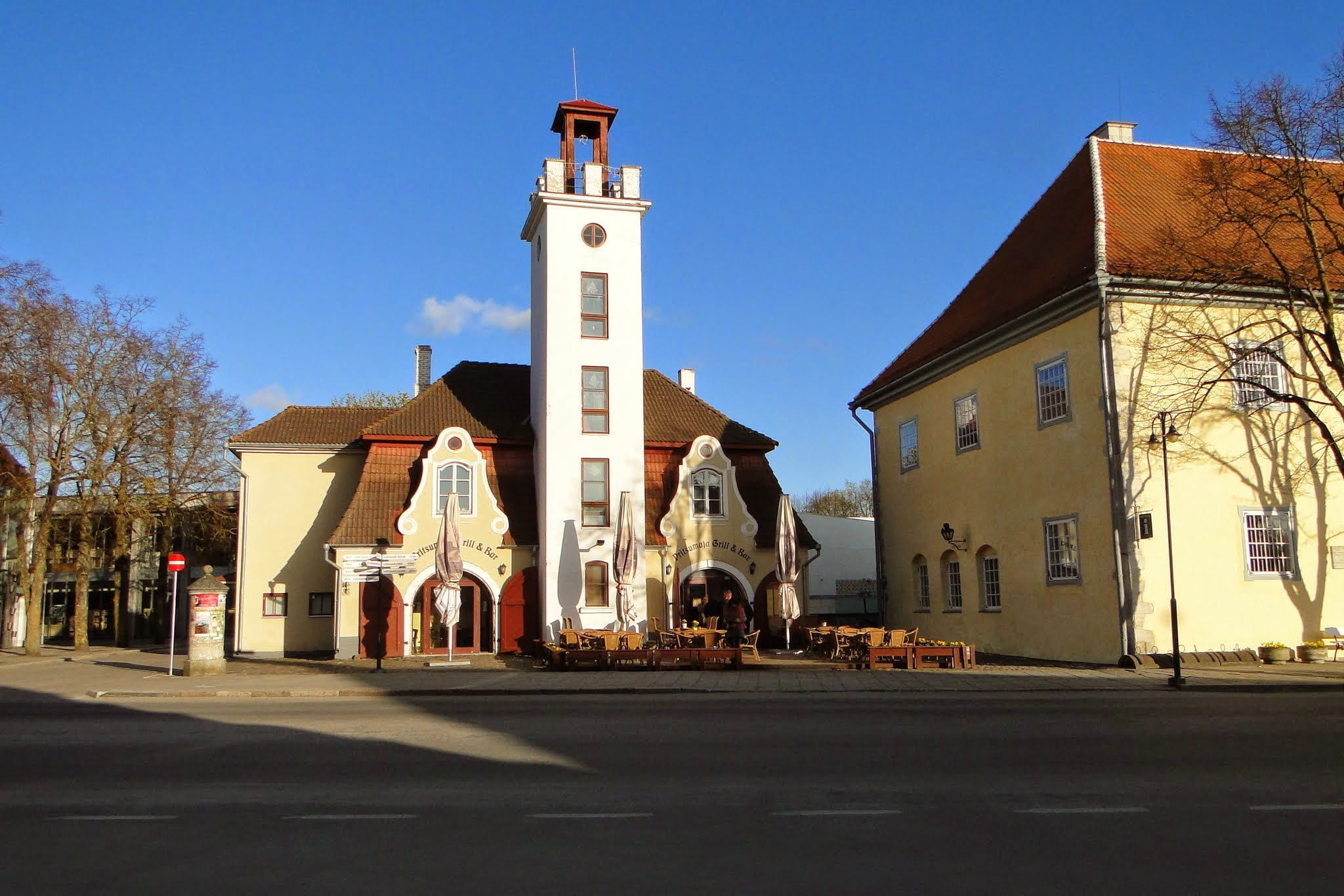
Edificios históricos en el centro de la ciudad

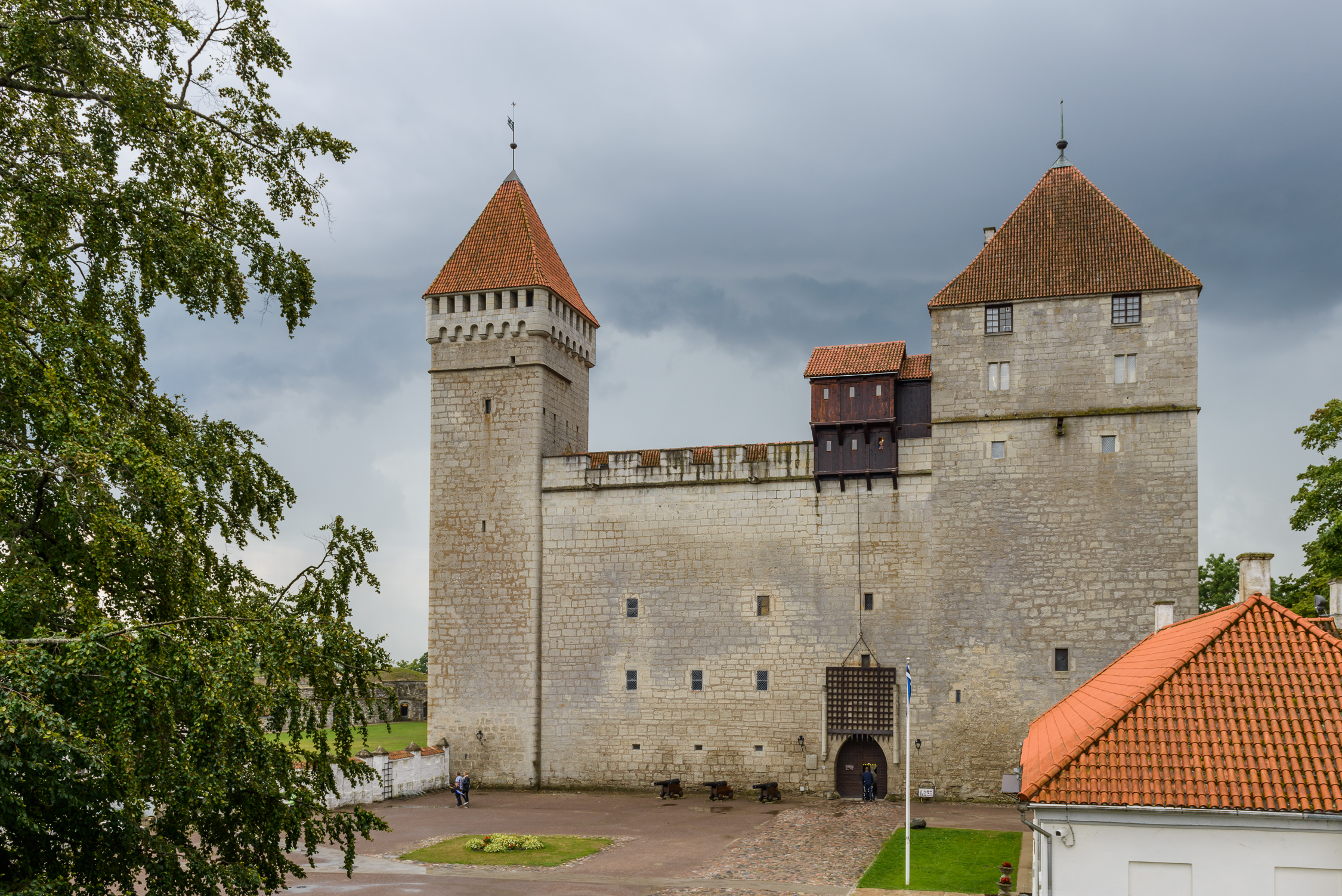
Kuressaare Castillo

Kuressaare  nombre histórico Arensburg (de Medio Alto alemán un(un)r: águila, raptor) renders la denotación latina arx aquilae para el castillo de la ciudad. La fortaleza y el águila, tetramorph símbolo de John Santo el Evangelista, es también descrito en Kuressaare  abrigo de armas.
La ciudad, el cual creció alrededor de la fortaleza, era simultáneamente sabido como Arensburg y Kuressaarelinn; el nombre último siendo una combinación  de Kuressaare—un nombre antiguo del Saaremaa Isla—y linn, el cual significa ciudad. Finalmente, el nombre de la ciudad acortó a Kuressaare y devenía oficial en 1918 después de que Estonia había declarado su independencia de Bolshevist Rusia. [ cita necesitada] Bajo la regla soviética, la ciudad estuvo rebautizada Kingissepa en 1952; después del Bolshevik Kuressaare-Viktor nativo Kingissepp ejecutó en 1922. El nombre Kuressaare estuvo restaurado en 1988.

## Historia
La ciudad primero aparecida en mapas alrededor 1154, isla de Saaremaa (alemán, en sueco: Ösel) estuvo conquistado por el Livonian Hermanos de la Espada bajo Volkwin de Naumburg en 1227, quien fusionó con los Caballeros teutónicos poco después. La primera documentación del castillo (arx aquilae) estuvo encontrado en los textos latinos escritos en 1381 y 1422. Con el tiempo, una ciudad, el cual devino sabido como Arensburg o Kuressaarelinn, creció y floreció alrededor de la fortaleza. Devenga el ver del Obispado de Ösel-Wiek establecido por Albert de Riga en 1228, parte del Terra Mariana.
Johann von Münchhausen, obispo desde 1542, convirtió al protestantismo. Con el avance de las tropas del Zar Iván IV de Rusia en el curso del Livonian Guerra, Münchhausen vendió sus tierras al rey Frederick II de Dinamarca en 1559 y regresó a Alemania. Frederick envió su Príncipe de hermano más joven Magnus a Kuressaare donde fue elegido obispo el año siguiente. Sea a través de su influencia que la ciudad obtuvo su carta cívica en 1563, modeled después de que aquello de Riga. El obispado era finalmente secularizado en 1572 y Kuressaare cayó a la Corona danesa.
En 1645,  pase a control sueco a través del Tratado de Brömsebro después de la derrota danesa en el Torstenson Guerra. Reina Christina de Suecia concedió su favorito, Magnus Gabriel de la Gardie, el título de Cuenta de Arensburg, el nombre alemán y sueco para Kuressaare en aquel tiempo. La ciudad estuvo quemada completamente por tropas rusas en 1710 durante la Guerra Del norte Grande y padeció fuertemente de la peste. Abandonado por el Swedes,  esté incorporado al Governorate de Livonia del Imperio ruso a través del Tratado de Nystad en 1721.
Durante el siglo XIX Kuressaare devenía un popular seaside recurso en el Baltic costa. Durante Primera Guerra mundial, entre septiembre y octubre de 1917, la tierra alemana y las fuerzas navales ocuparon Saaremaa con Operación Albion. Durante Segunda Guerra mundial, la Batalla de Tehumardi tuvo lugar. En octubre de 1990, Kuressaare era la primera ciudad en Estonia para recuperar su self-gobernando estado.

## Hitos y cultura
El medieval episcopal Kuressaare el castillo hoy alberga el Saaremaa Museo Regional. El castillo de madera original estuvo construido entre 1338 y 1380, a pesar de que otras fuentes reclaman una fortaleza estuvo construida en Kuressaare cuando temprano cuando 1260. En 1968, arquitecto et [et] empezó estudios en Kuressaare Castillo.
El ayuntamiento era originalmente construido en 1654, y restaurado, reteniendo clasicista y características barrocas. Sea último restaurado en el @1960s con dolomite escalera delante. St Nicolaus La iglesia estuvo construida en 1790. La Iglesia Metodista construida de madera en 1912 es el edifico más antiguo de la Iglesia Metodista en Estonia.
El anual Saaremaa Días de Ópera (Saaremaa Ooperipäevad) ha sido aguantado en Kuressaare cada verano desde entonces 1999. Otros festivales incluyen Kuressaare Días de Música del Cuarto (Kuressaare Kammermuusika Päevad), aguantó desde entonces 1995 y Kuressaare Festival Marítimo (Kuressaare Merepäevad), aguantó desde entonces 1998.
Kuressaare También anfitriones el FC Kuressaare club de fútbol.

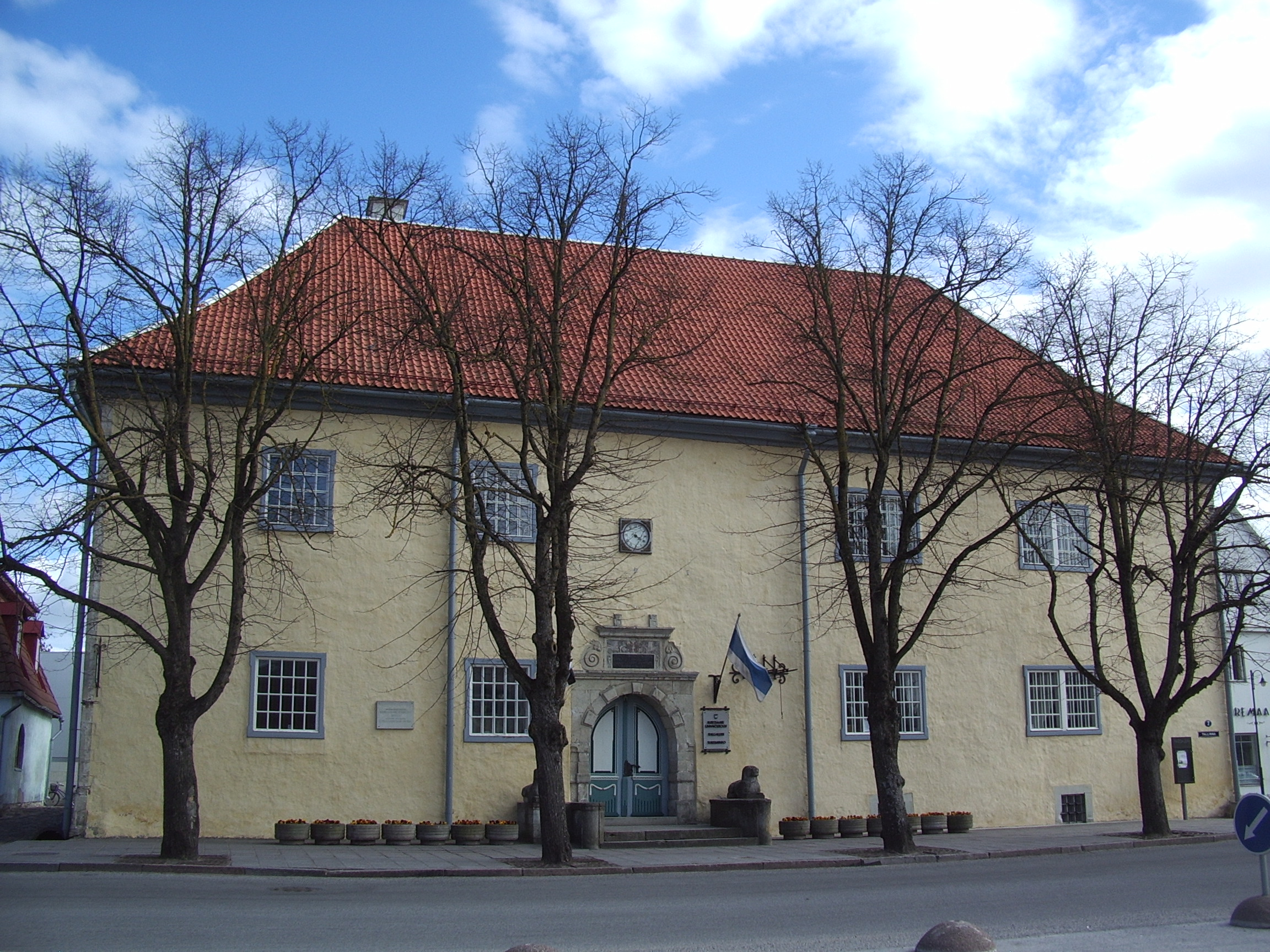
Ayuntamiento

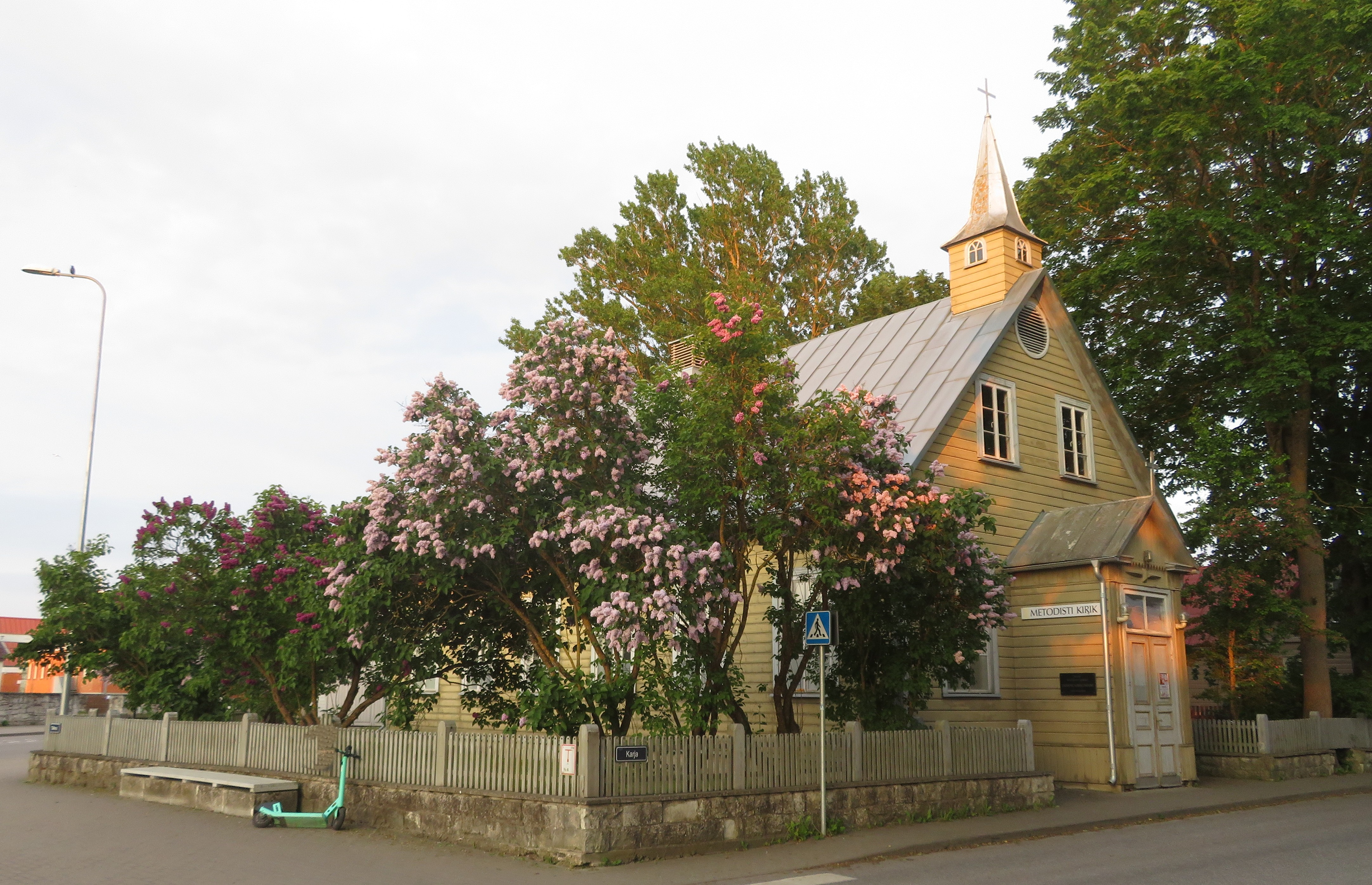
Iglesia Metodista

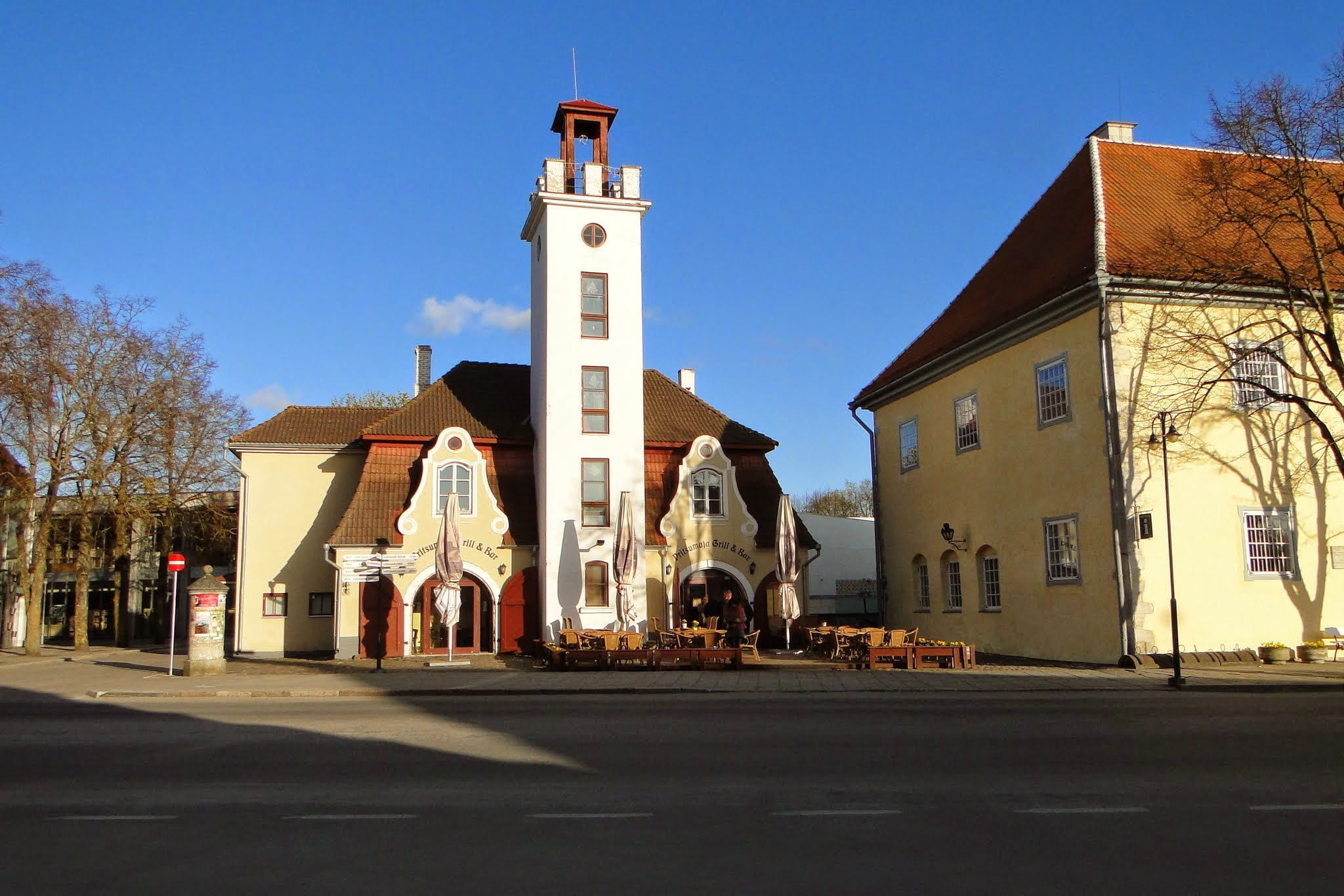
Edificios históricos en centro de ciudad

## Geografía

### Barrios de Kuressaare
Hay nueve barrios de Kuressaare:
- Ida-Niidu
- Kesklinn
- Kellamäe
- Marientali
- Põllu alev
- Roomassaare
- Smuuli
- Suuremõisa
- Tori.[14]

### Clima
| Parámetros climáticos promedio de Kuressaare (1971–1999) | Parámetros climáticos promedio de Kuressaare (1971–1999) | Parámetros climáticos promedio de Kuressaare (1971–1999) | Parámetros climáticos promedio de Kuressaare (1971–1999) | Parámetros climáticos promedio de Kuressaare (1971–1999) | Parámetros climáticos promedio de Kuressaare (1971–1999) | Parámetros climáticos promedio de Kuressaare (1971–1999) | Parámetros climáticos promedio de Kuressaare (1971–1999) | Parámetros climáticos promedio de Kuressaare (1971–1999) | Parámetros climáticos promedio de Kuressaare (1971–1999) | Parámetros climáticos promedio de Kuressaare (1971–1999) | Parámetros climáticos promedio de Kuressaare (1971–1999) | Parámetros climáticos promedio de Kuressaare (1971–1999) | Parámetros climáticos promedio de Kuressaare (1971–1999) |
| Mes                                                      | Ene.                                                     | Feb.                                                     | Mar.                                                     | Abr.                                                     | May.                                                     | Jun.                                                     | Jul.                                                     | Ago.                                                     | Sep.                                                     | Oct.                                                     | Nov.                                                     | Dic.                                                     | Anual                                                    |
| -------------------------------------------------------- | -------------------------------------------------------- | -------------------------------------------------------- | -------------------------------------------------------- | -------------------------------------------------------- | -------------------------------------------------------- | -------------------------------------------------------- | -------------------------------------------------------- | -------------------------------------------------------- | -------------------------------------------------------- | -------------------------------------------------------- | -------------------------------------------------------- | -------------------------------------------------------- | -------------------------------------------------------- |
| Temp. máx. abs. (°C)                                     | 8.3                                                      | 10.8                                                     | 12.1                                                     | 24.0                                                     | 26.2                                                     | 31.4                                                     | 30.9                                                     | 32.0                                                     | 24.5                                                     | 18.6                                                     | 12.6                                                     | 9.4                                                      | 32.0                                                     |
| Temp. máx. media (°C)                                    | −0.1                                                     | −0.8                                                     | 1.8                                                      | 7.5                                                      | 14.6                                                     | 18.6                                                     | 20.7                                                     | 20.0                                                     | 15.1                                                     | 9.9                                                      | 4.8                                                      | 1.6                                                      | 9.5                                                      |
| Temp. media (°C)                                         | -2.2                                                     | -3.3                                                     | -0.9                                                     | 3.6                                                      | 10.0                                                     | 14.5                                                     | 16.9                                                     | 16.4                                                     | 11.9                                                     | 7.4                                                      | 2.8                                                      | -0.4                                                     | 6.4                                                      |
| Temp. mín. media (°C)                                    | −4.9                                                     | −6.2                                                     | −3.8                                                     | 0.4                                                      | 5.7                                                      | 10.4                                                     | 13.1                                                     | 12.7                                                     | 8.8                                                      | 4.7                                                      | 0.6                                                      | −3.1                                                     | 3.2                                                      |
| Temp. mín. abs. (°C)                                     | −31.6                                                    | −29.8                                                    | −20.9                                                    | −9.4                                                     | −3.8                                                     | 1.0                                                      | 6.4                                                      | 3.7                                                      | −3.1                                                     | −9.0                                                     | −16.4                                                    | −32.6                                                    | −32.6                                                    |
| Precipitación total (mm)                                 | 44                                                       | 31                                                       | 33                                                       | 35                                                       | 32                                                       | 49                                                       | 58                                                       | 63                                                       | 71                                                       | 72                                                       | 72                                                       | 59                                                       | 617                                                      |
| Días de precipitaciones (≥ 1.0 mm)                       | 11                                                       | 8                                                        | 9                                                        | 8                                                        | 6                                                        | 7                                                        | 7                                                        | 10                                                       | 12                                                       | 12                                                       | 14                                                       | 14                                                       | 118                                                      |
| Humedad relativa (%)                                     | 87                                                       | 86                                                       | 85                                                       | 79                                                       | 71                                                       | 75                                                       | 78                                                       | 80                                                       | 82                                                       | 84                                                       | 86                                                       | 87                                                       | 82                                                       |
| Fuente: Estonian Weather Service                         |                                                          |                                                          |                                                          |                                                          |                                                          |                                                          |                                                          |                                                          |                                                          |                                                          |                                                          |                                                          |                                                          |

## Economía

### Transporte

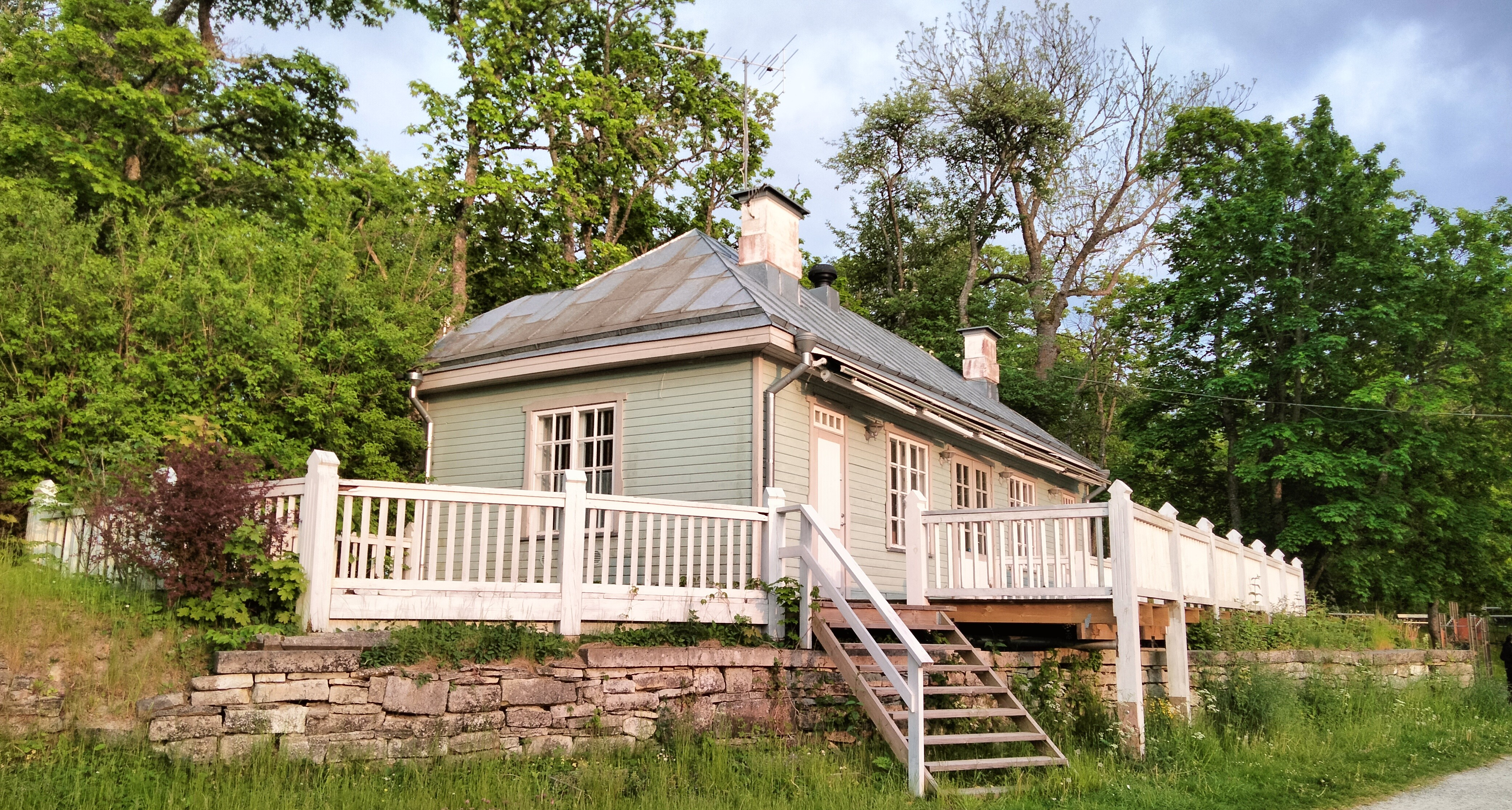
Estación ferroviaria, reconstruida en 1990

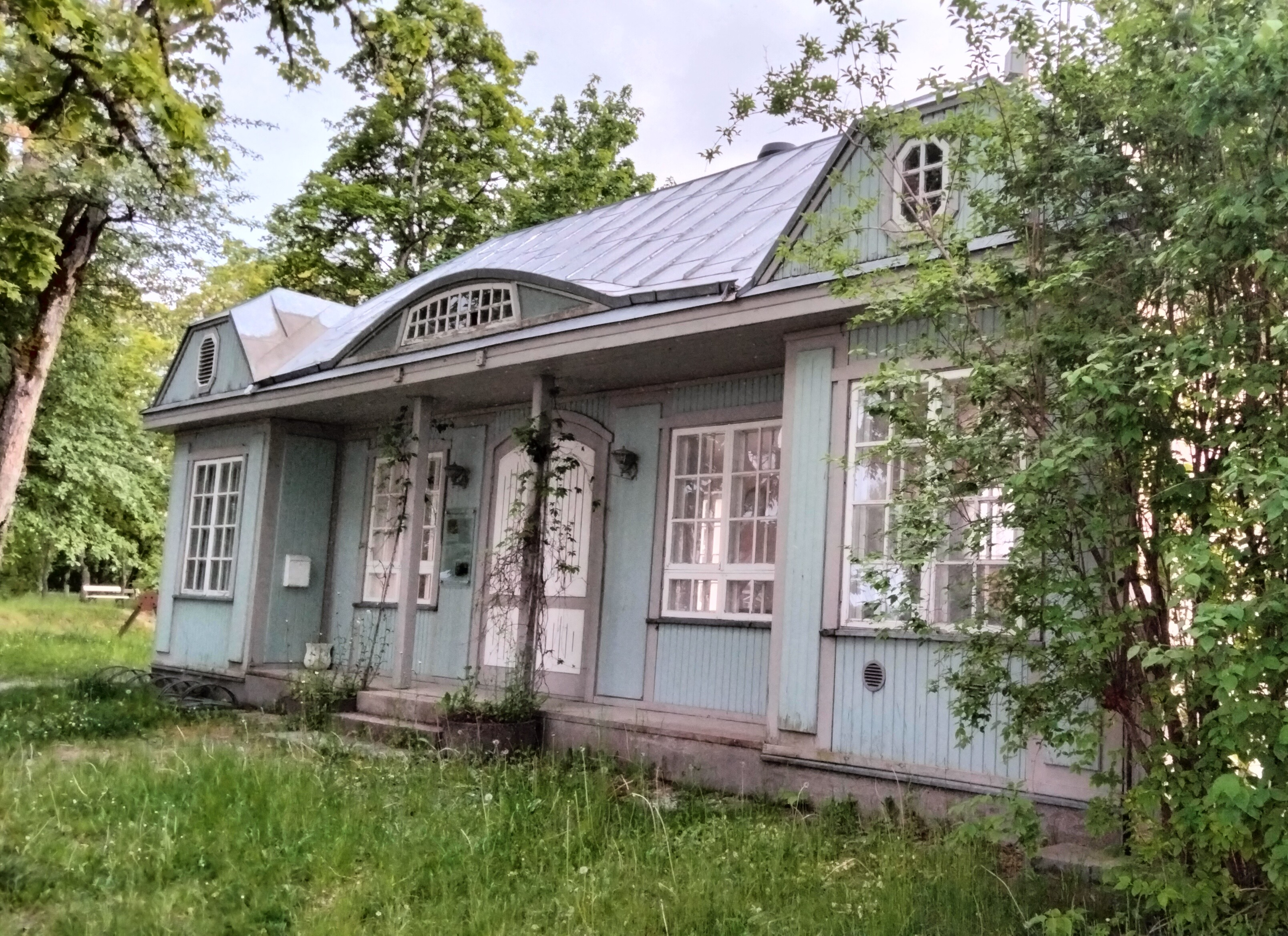
Estación ferroviaria, reconstruida en 1990

La ciudad de Kuressaare está servida por Kuressaare Aeropuerto, localizado en una península al sureste de la ciudad. Hay tráfico regular a Tallin, así como vuelos estacionales a la isla de Ruhnu.
Hay conexiones de autobús alrededor de la isla, así como con Kuivastu en Muhu Isla, una terminal de transbordador con conexión al mainland.
En 1917, durante la ocupación alemana, fue construida una línea ferroviaria entre el puerto y el centro de la ciudad. Después de la transferencia de posesión en 1918 fue administrada por la ciudad. El Kurhaus de hoy sirvió de primera estación ferroviaria. En 1924 fue inaugurada una nueva estación en el este del parque en la avenida Allee. La línea ferroviaria funció hasta 1940 cuando fue cerrada y desmantelada. Un intento de reactivar el ferrocarril a principios de los años 50 del siglo pasado, durante el periodo soviético, fue cancelado. En 1990 fue reconstruida la estación ferroviaria en el estilo original.

## Personas notables
- Adam Georg von Agthe (1777–1826), militar ruso
- Tiiu Aro (nacido 1952), físico y político estonio
- Eugen Dücker (1841–1916), pintor alemán
- Maria Faust (nacido 1979), saxofonista y compositor estonio
- Bernd Freytag von Loringhoven (1914–2007), militar alemán
- Louis Kahn (1901–1974), arquitecto americano
- Madis Kallas (nacido en 1981), decatleta y político estonio
- Viktor Kingissepp (1888–1922), político comunista estonio
- Heli Lääts (1932–2018), cantante estonio
- Karl Patrick Lauk (nacido en 1997), ciclista estonio
- Tullio Liblik (nacido en 1964), emprendedor estonio
- Jörgen Liik (nacido en 1990), actor estonio
- Ivo Linna (nacido en 1949), cantante estonio
- Richard Maack (1825–1886), naturalista ruso
- Konstantin Märska (1896–1951), director de cine estonio
- Gerd Neggo (1891–1974), coreógrafo y bailarín estonios
- Marek Niit (nacido 1987), estonio esprínter
- Sulev Nõmmik (1931–1992), actor, director, humorista y bailarín estonio
- Tiidrek Nurme (nacido en 1985), corredor estonio
- Margus Oopkaup (nacido en 1959), actor estonio
- Mikk Pahapill (nacido en 1983), decatleta estonio
- Grete Paia (nacido en 1995), compositor y cantante estonio
- Tõnis Palts (nacido en 1953), político y empresario estonio
- Jüri Pihl (1954–2019), agente de policía y político estonio
- Keith Pupart (nacido en 1985), jugador de voleibol estonio
- Ilmar Raag (nacido en 1968), director de cine y personalidad de medios de comunicación estonia
- Mihkel Räim (nacido en 1993), ciclista estonio
- Tuuli Rand (nacido en 1990), cantante estonio
- Getter Saar (nacido en 1992), jugador de bádminton estonio
- Indrek Saar (nacido en 1973), político y actor estonios
- Benno Schotz (1891–1984), escultor escocés
- Aníbal Sehested (1609–1666), estadista danés
- Karen Sehested (1606–1672), oficial de tribunal danés
- Adeele Sepp (nacido en 1989), actor estonio
- Jaanus Tamkivi (nacido en 1959), político estonio
- Tarmo Teder (nacido en 1958), crítico y escritor estonio
- Ivar Karl Ugi (1930–2005), farmacéutico alemán
- Voldemar Väli (1903–1997), luchador estonio
- Mihail Velsvebel (1926–2008), corredor estonio
- Aleksandr Vostókov (1781-1864), filólogo ruso
- Richard Otto Zöpffel (1843–1891), teólogo alemán

## Ciudades hermanadas
Kuressaare está hermanado con:
- Ekenäs, Finland (desde el 21 de noviembre de 1988)
- Kuurne, Belgium (desde el 9 de agosto de 1998)
- Mariehamn, Finland (desde el 24 de octubre de 1991)
- Rønne, Denmark (desde el 3 de octubre de 1991)
- Skövde, Sweden (desde el 23 de junio de 1993)
- Talsi, Letonia (desde el 27 de mayo de 1998)
- Turku, Finland (desde el 30 de mayo de 1996)
- Vammala, Finland (desde el 30 de junio de 1994)

## Galería

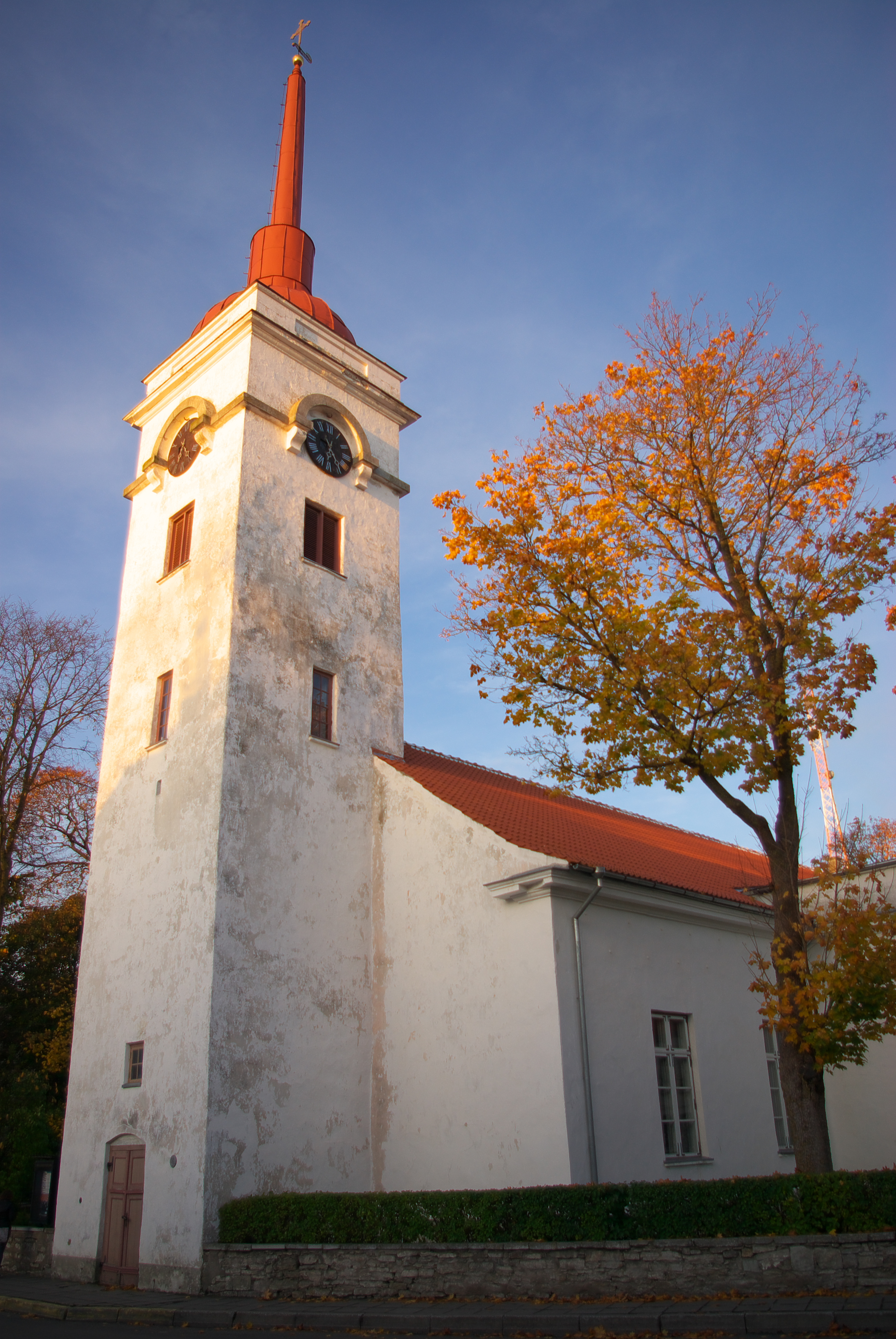
Kuressaare St. Lawrence Iglesia
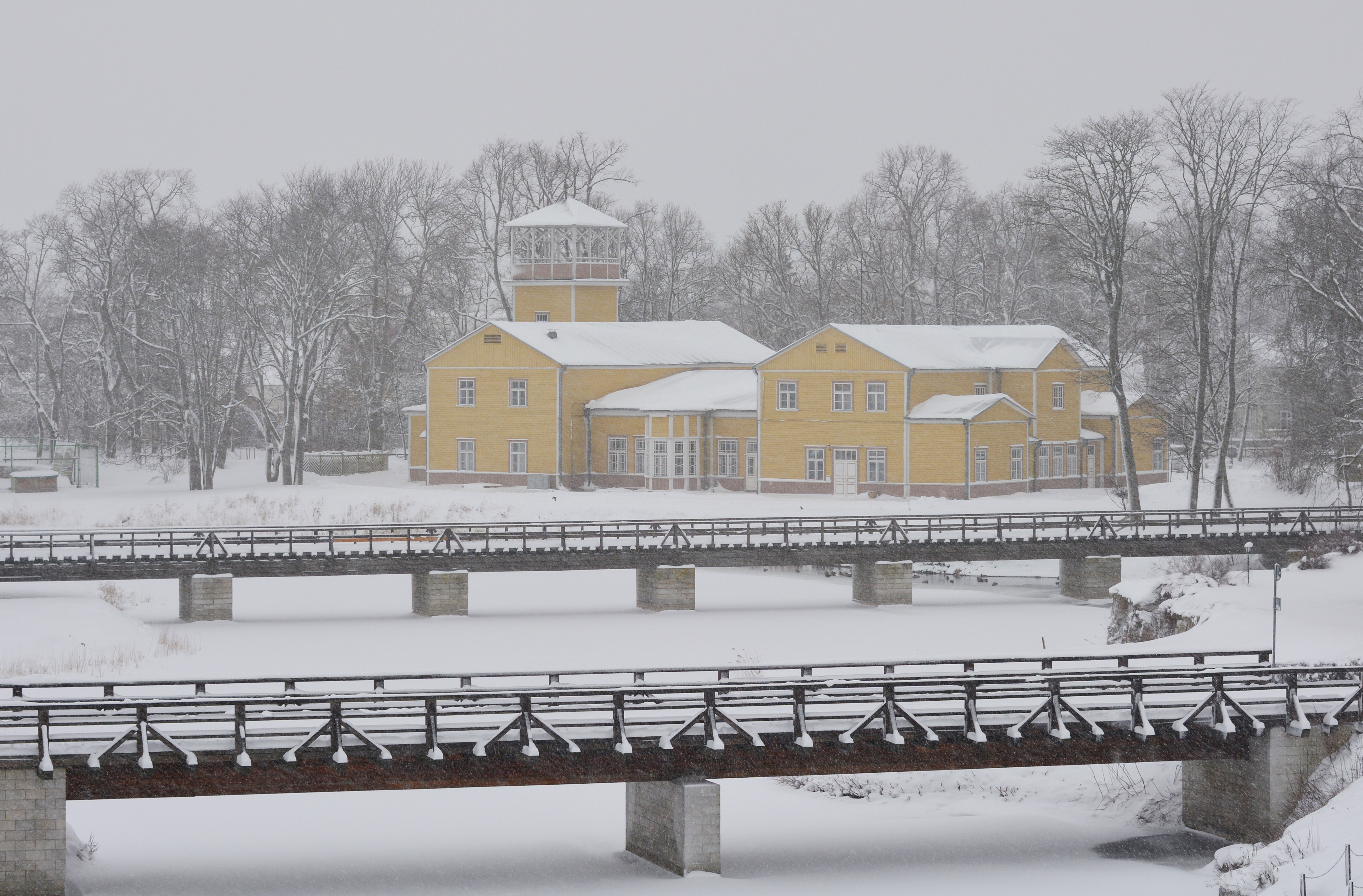
Kuressaare Sala de recurso
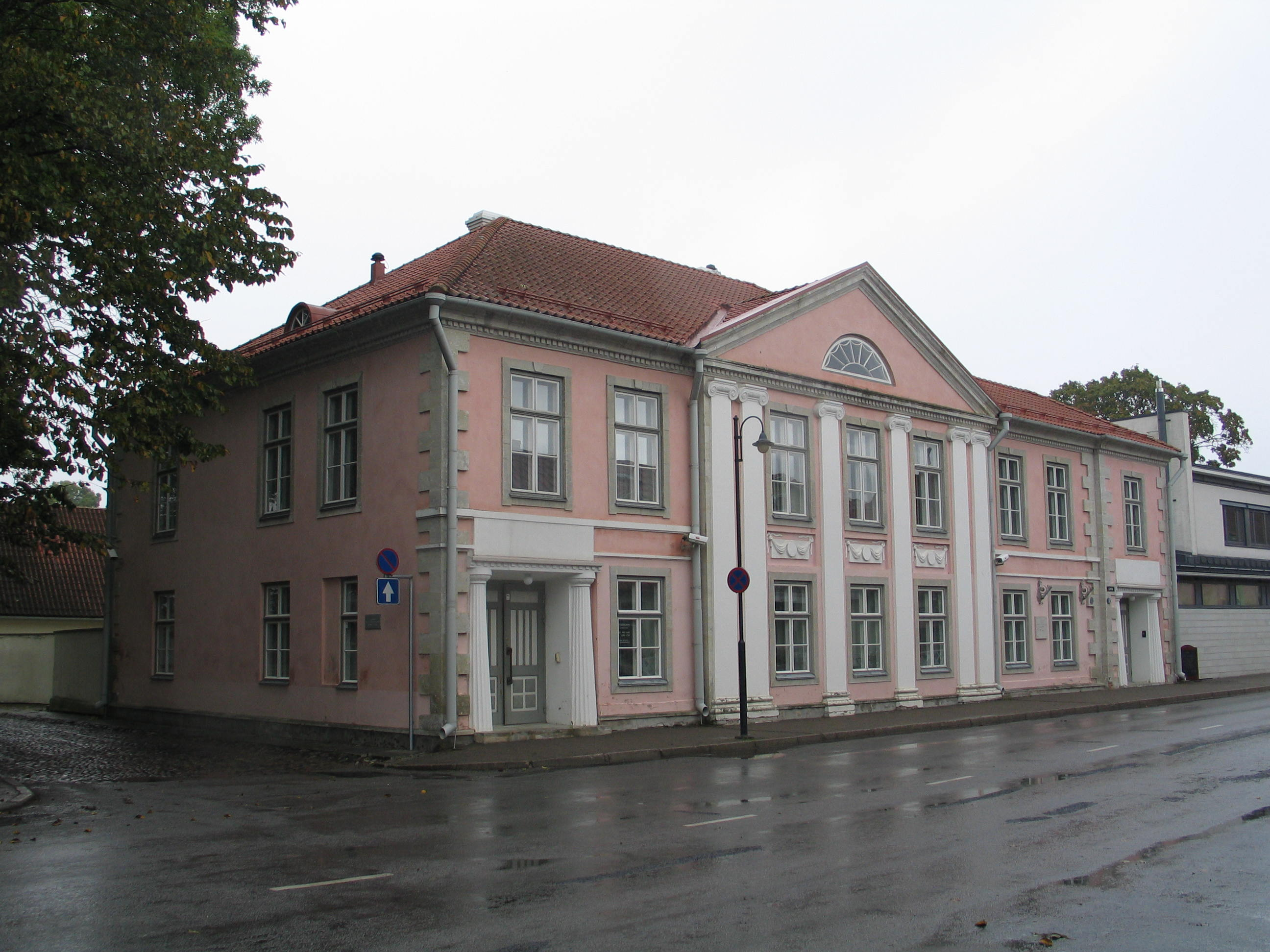
Edificio residencial
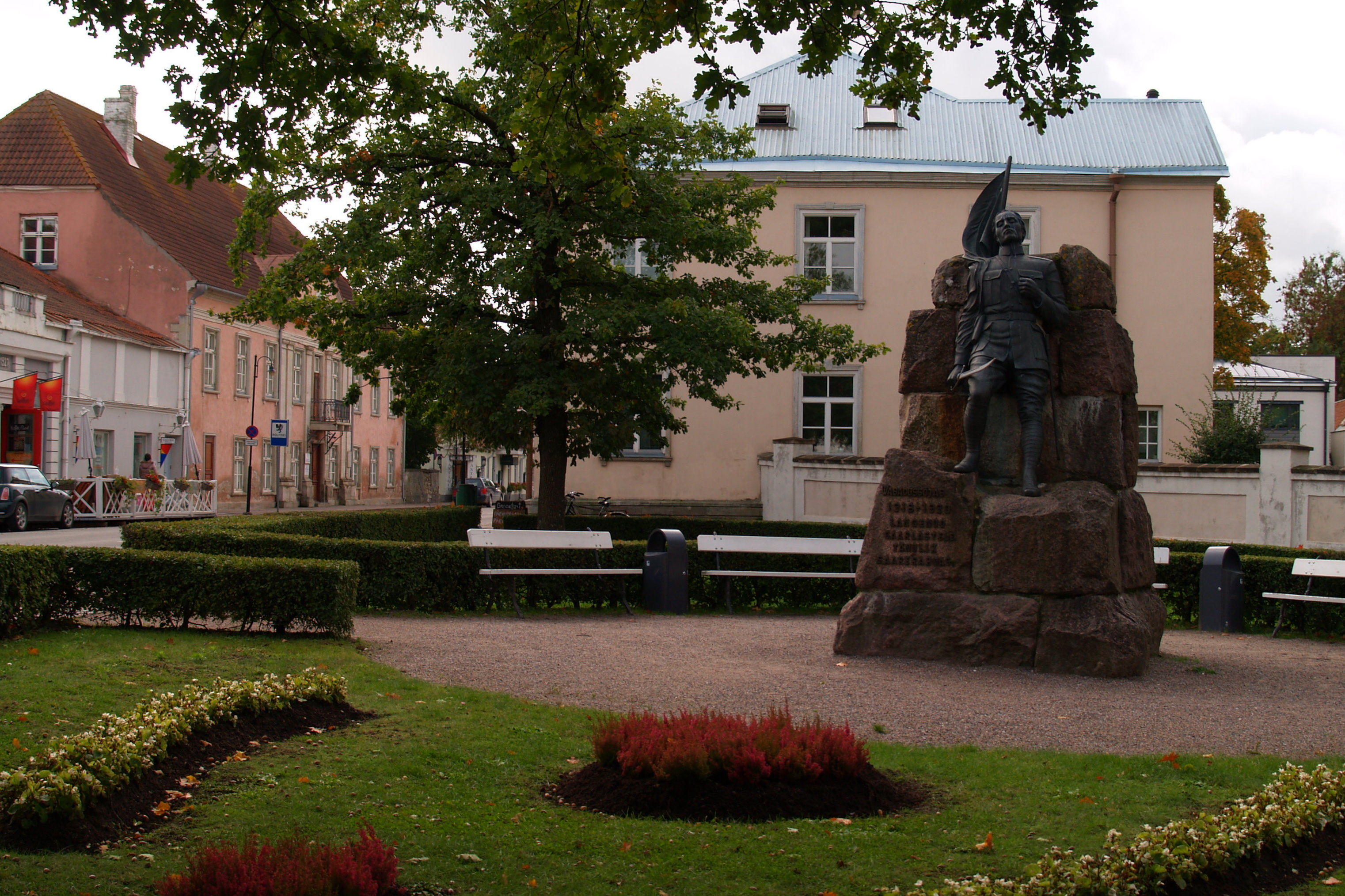
Monumento a la Guerra Estoniana de Independencia
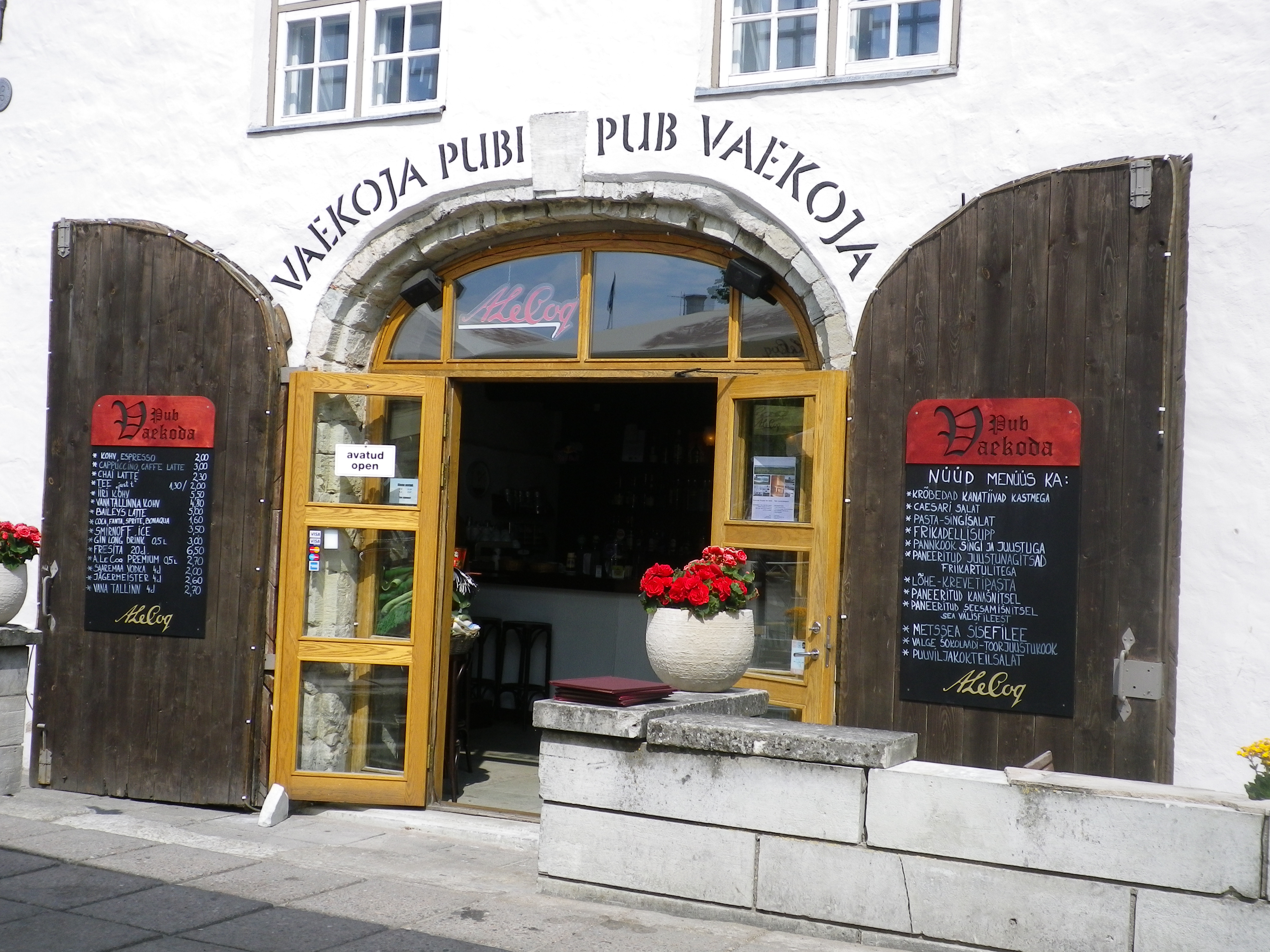
Pub en Kuressaare weighthouse
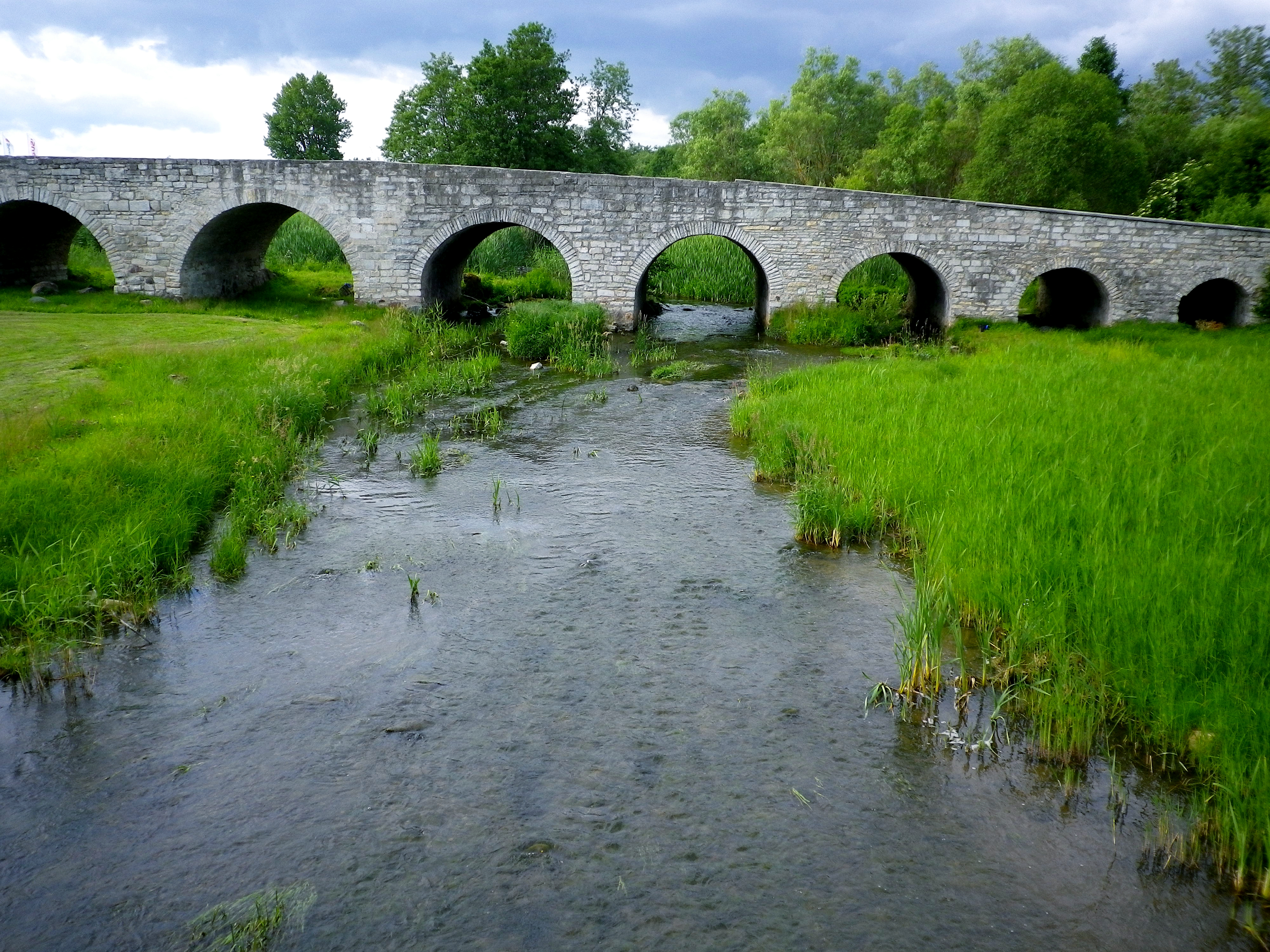
Puente grande de Kuressaare
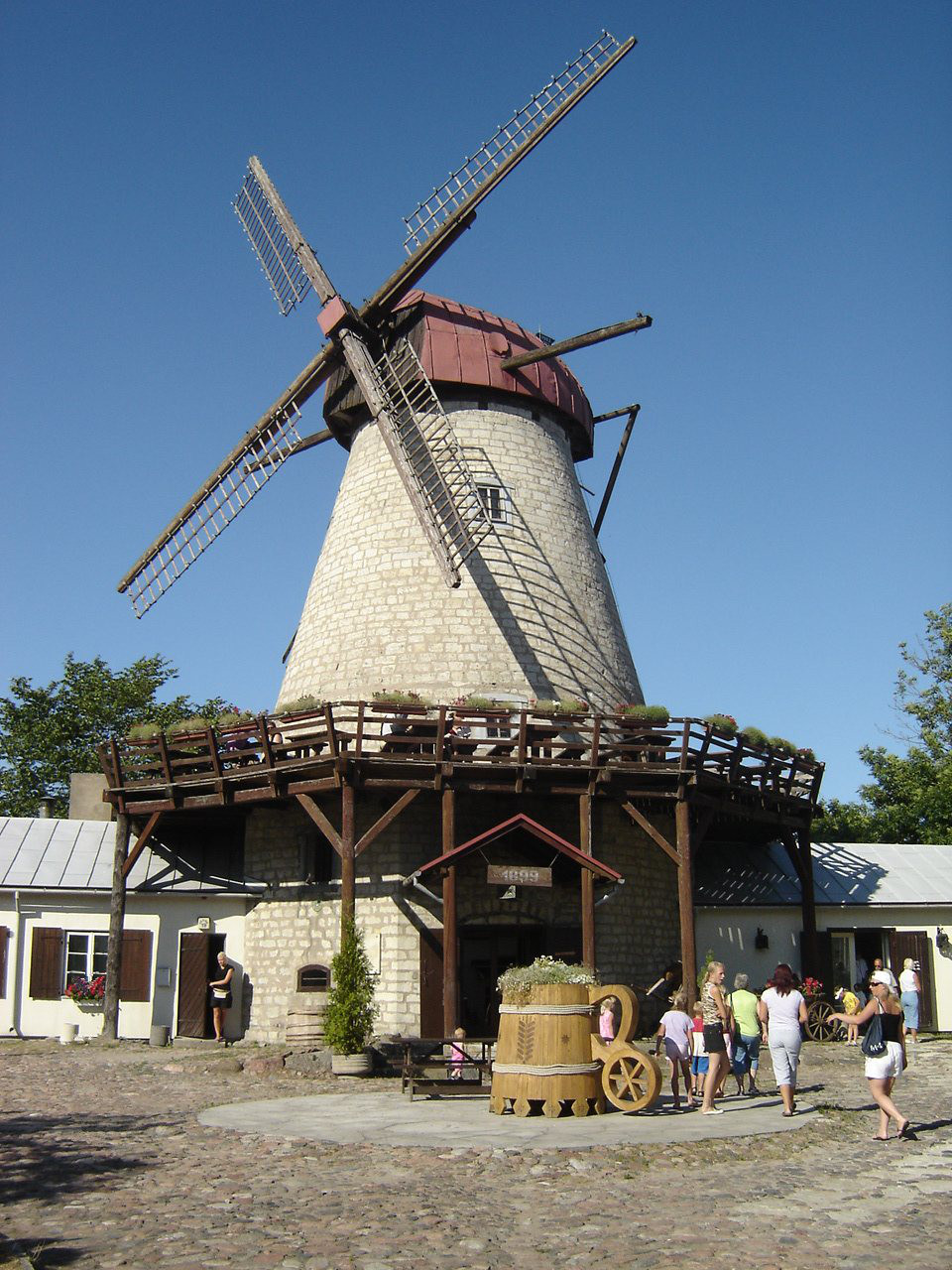
Taberna de molino
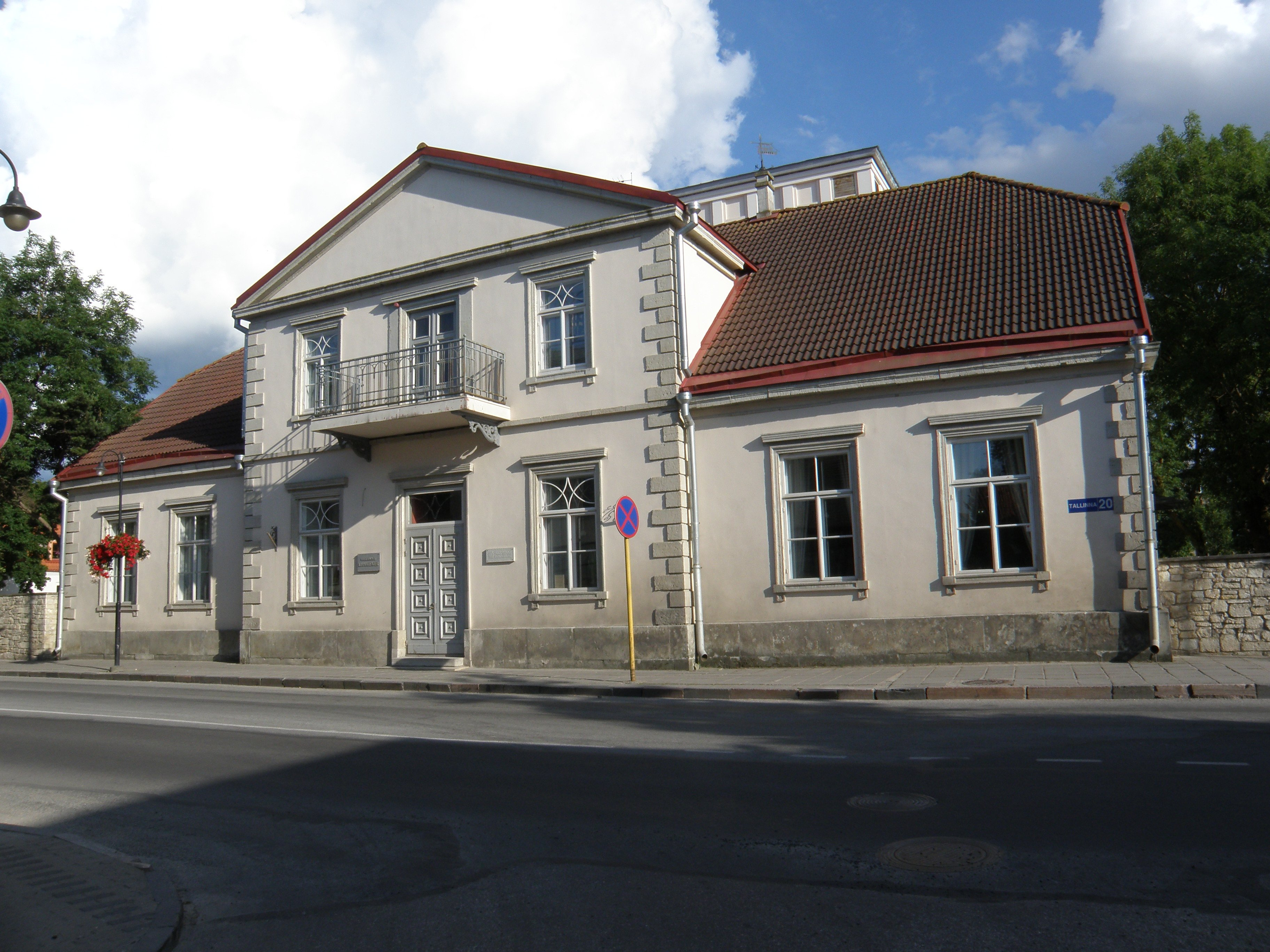
Teatro de ciudad
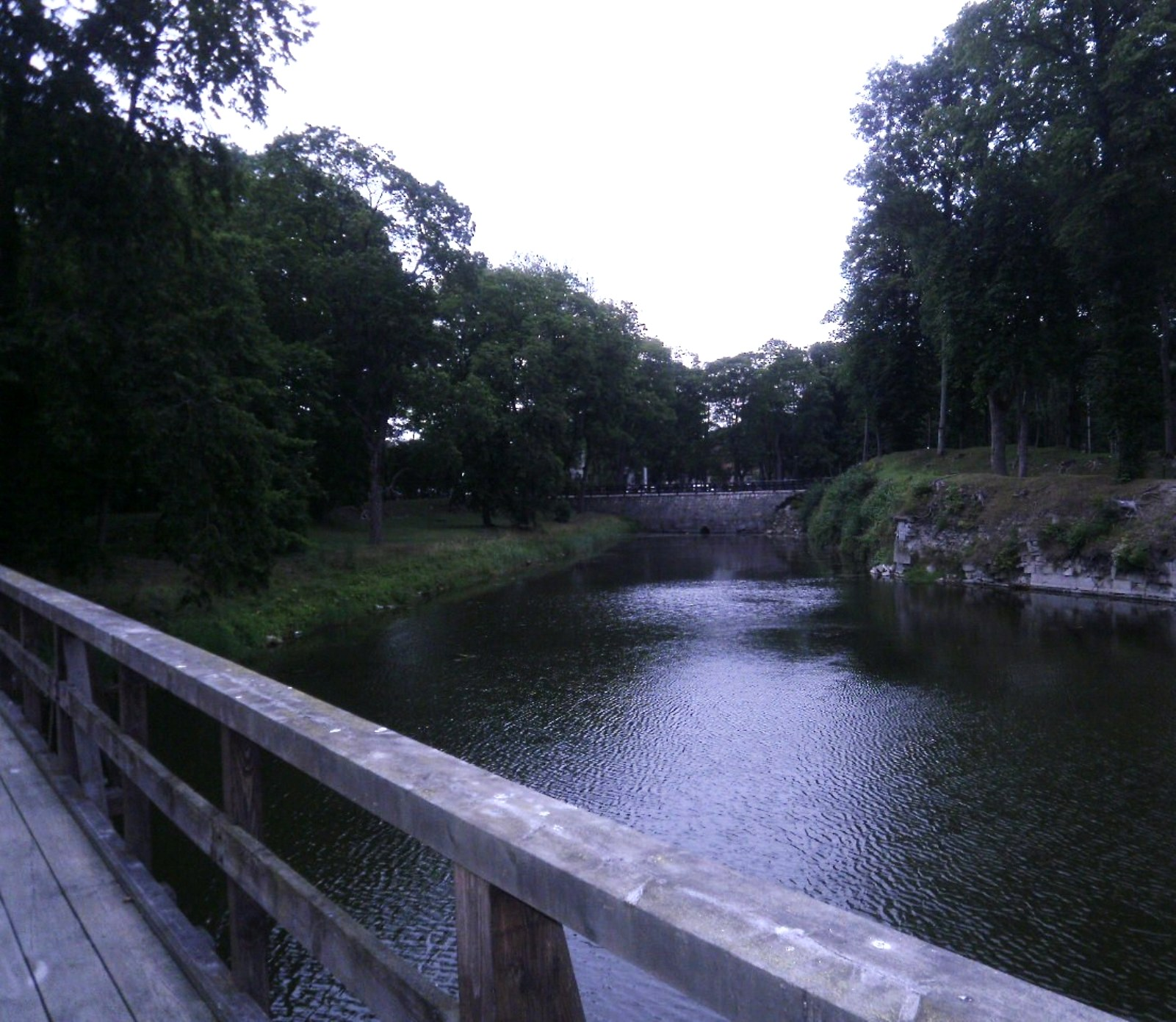
Parque de castillo
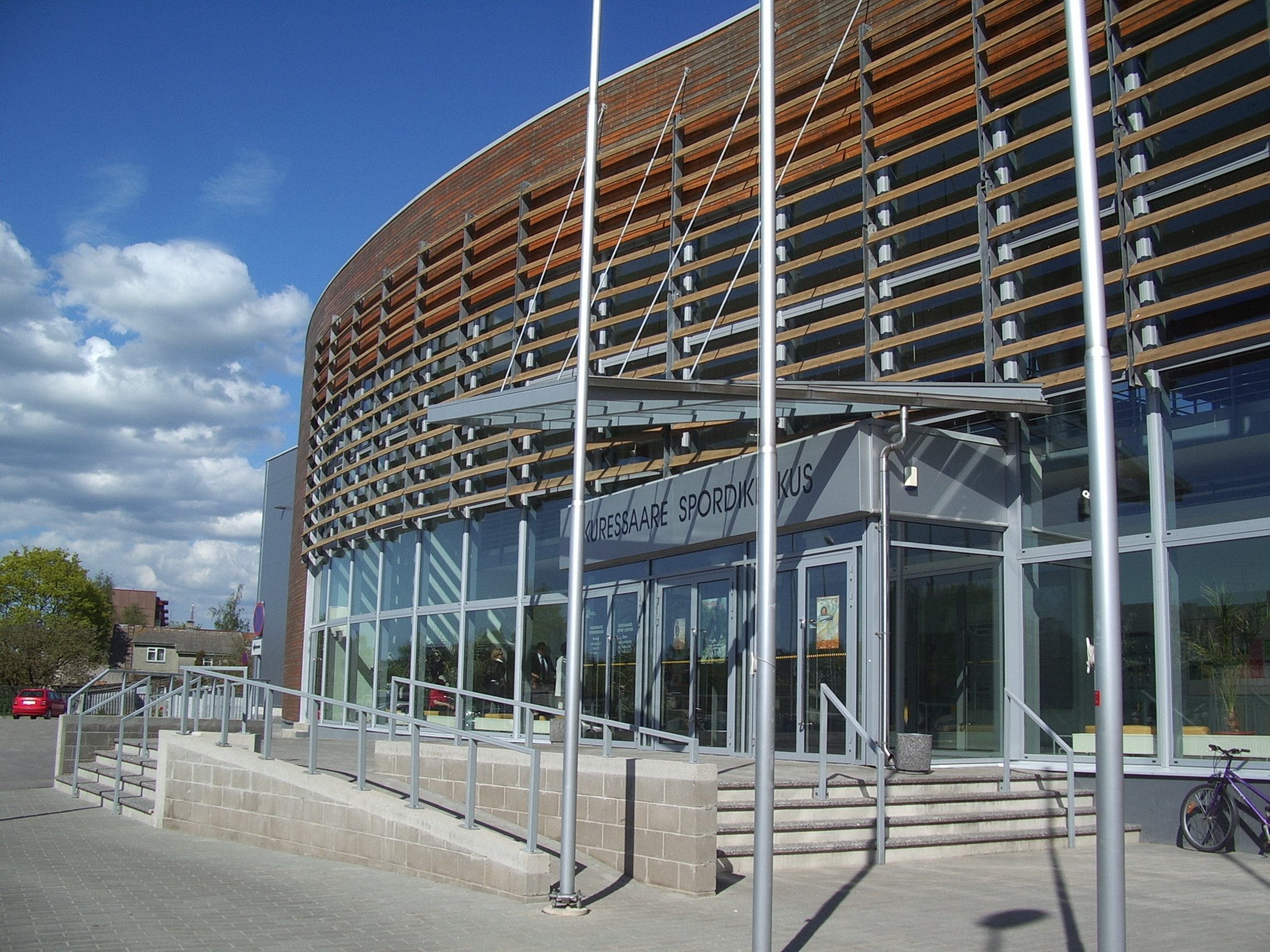
Centro de forma física
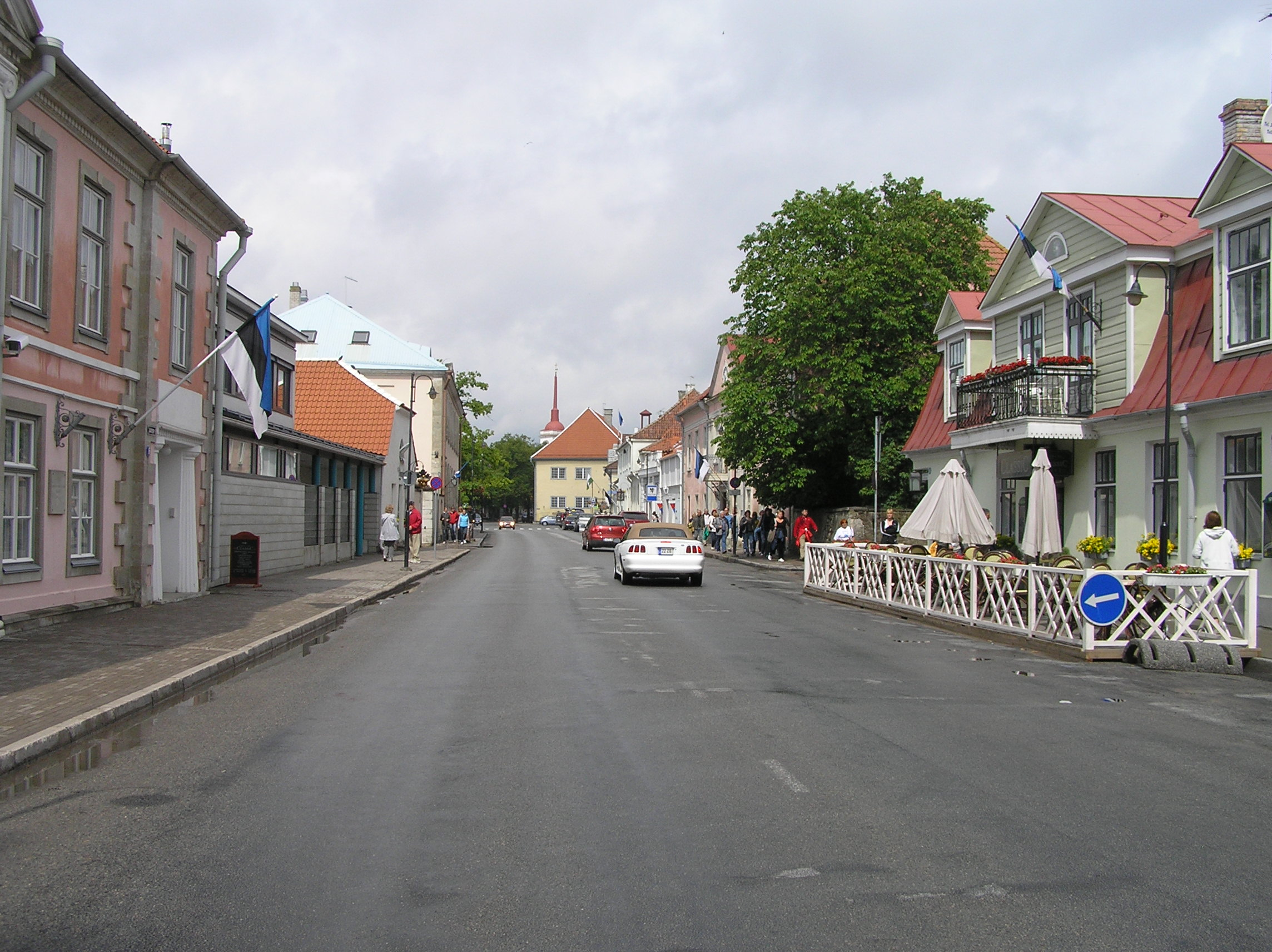
8.ª Calle
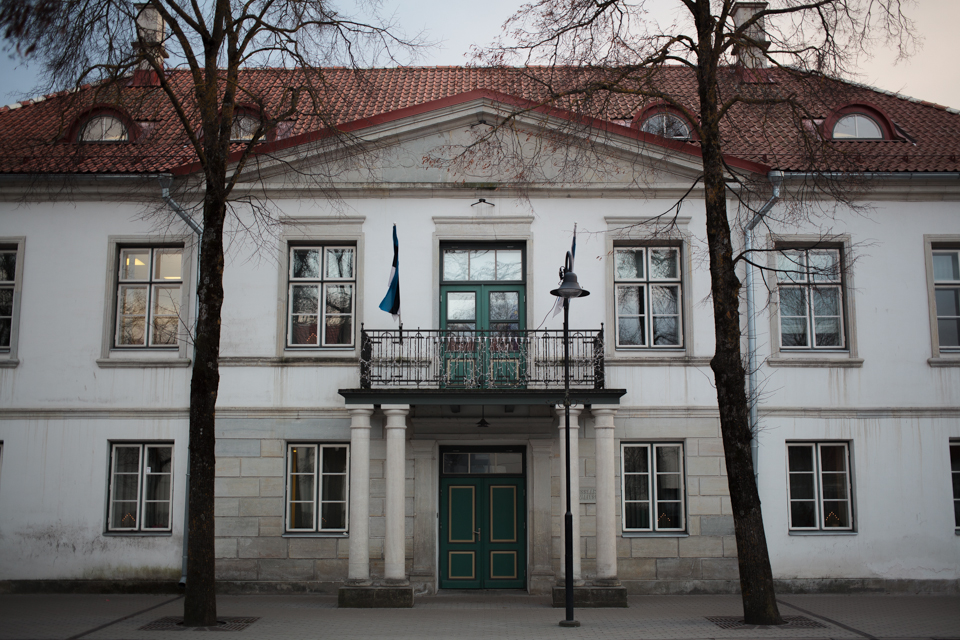
Tallinna Calle, 10
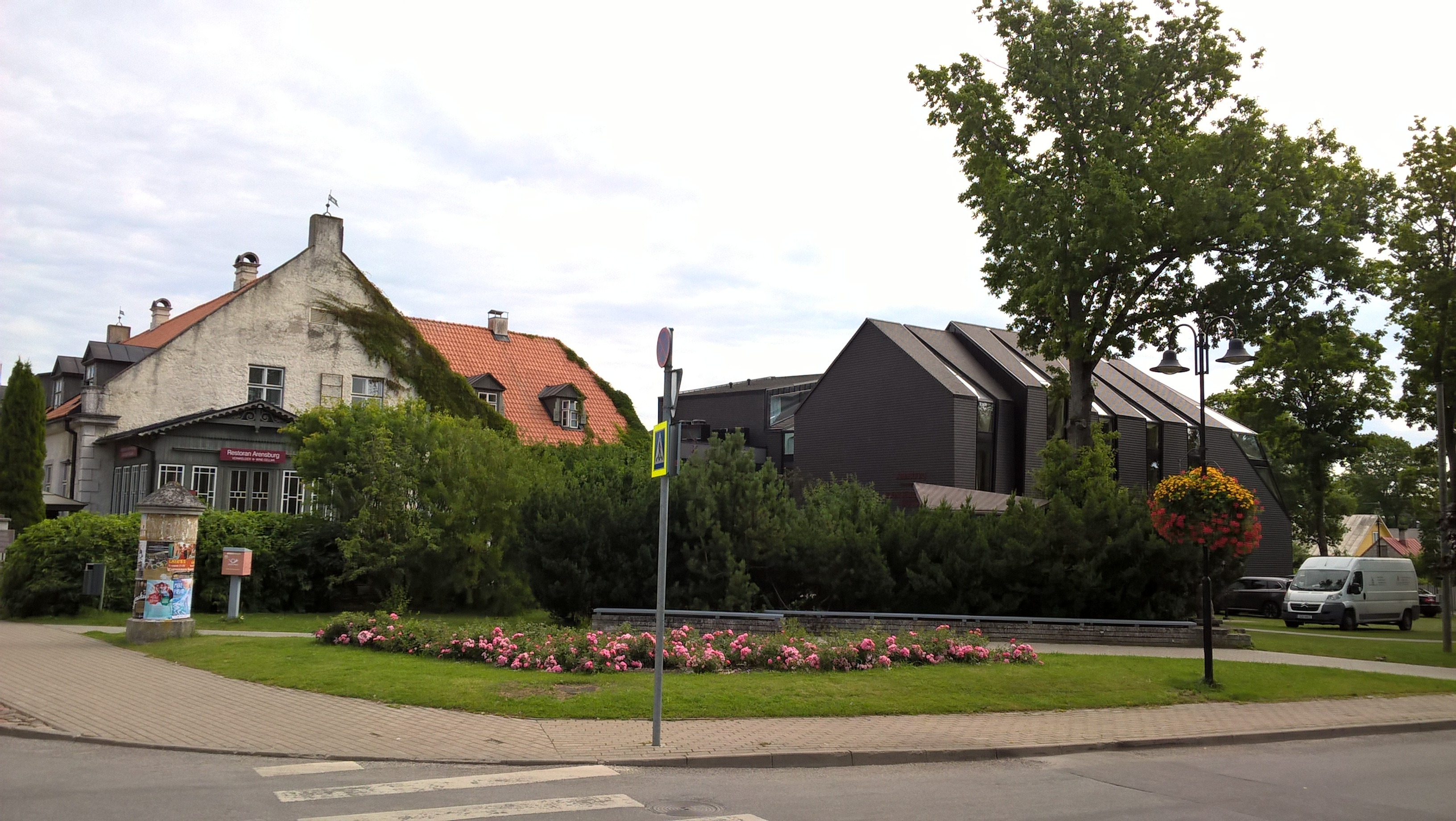
Edificios en Kuressaare centro
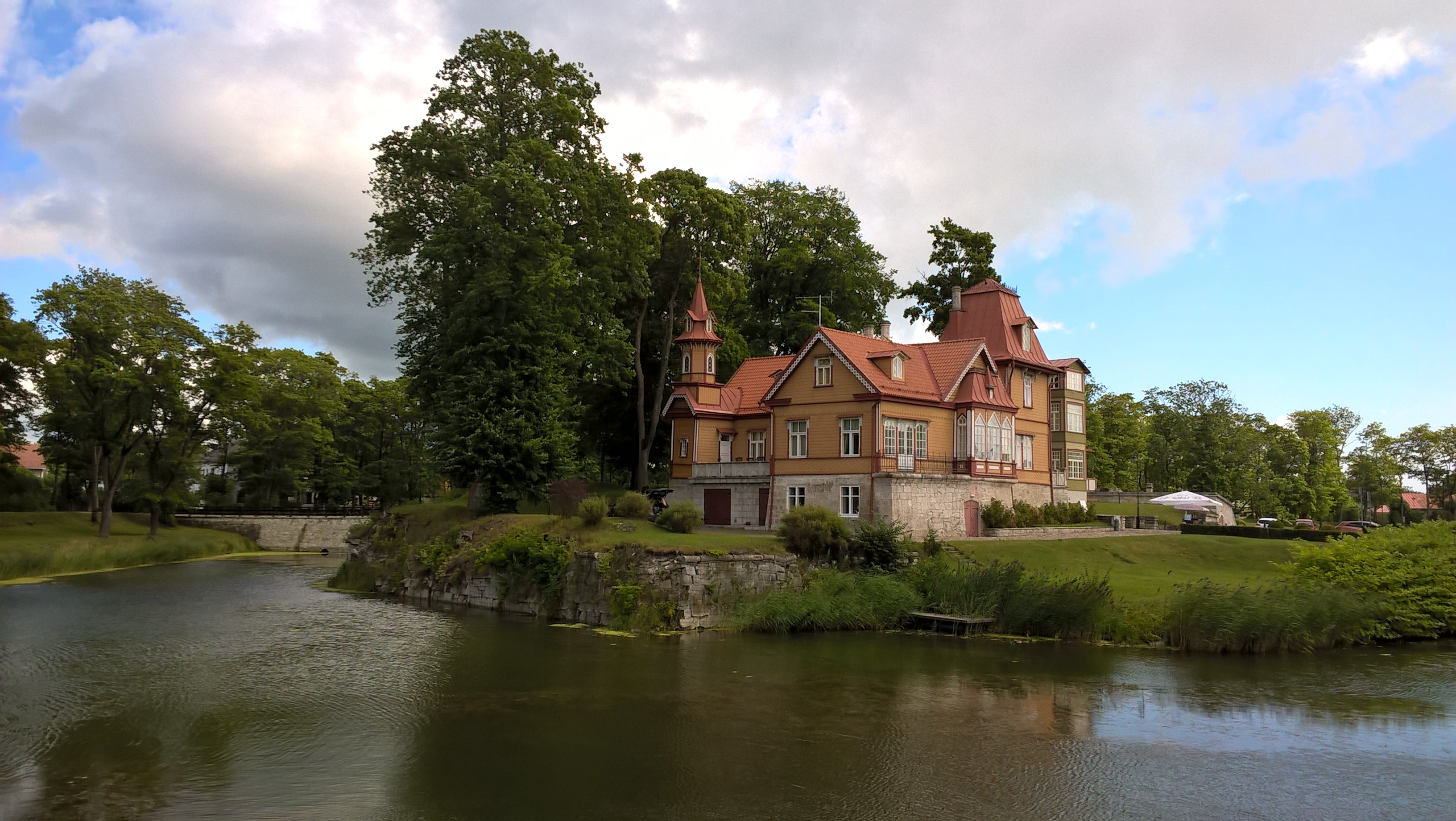
Hotel por Kuressaare Castillo
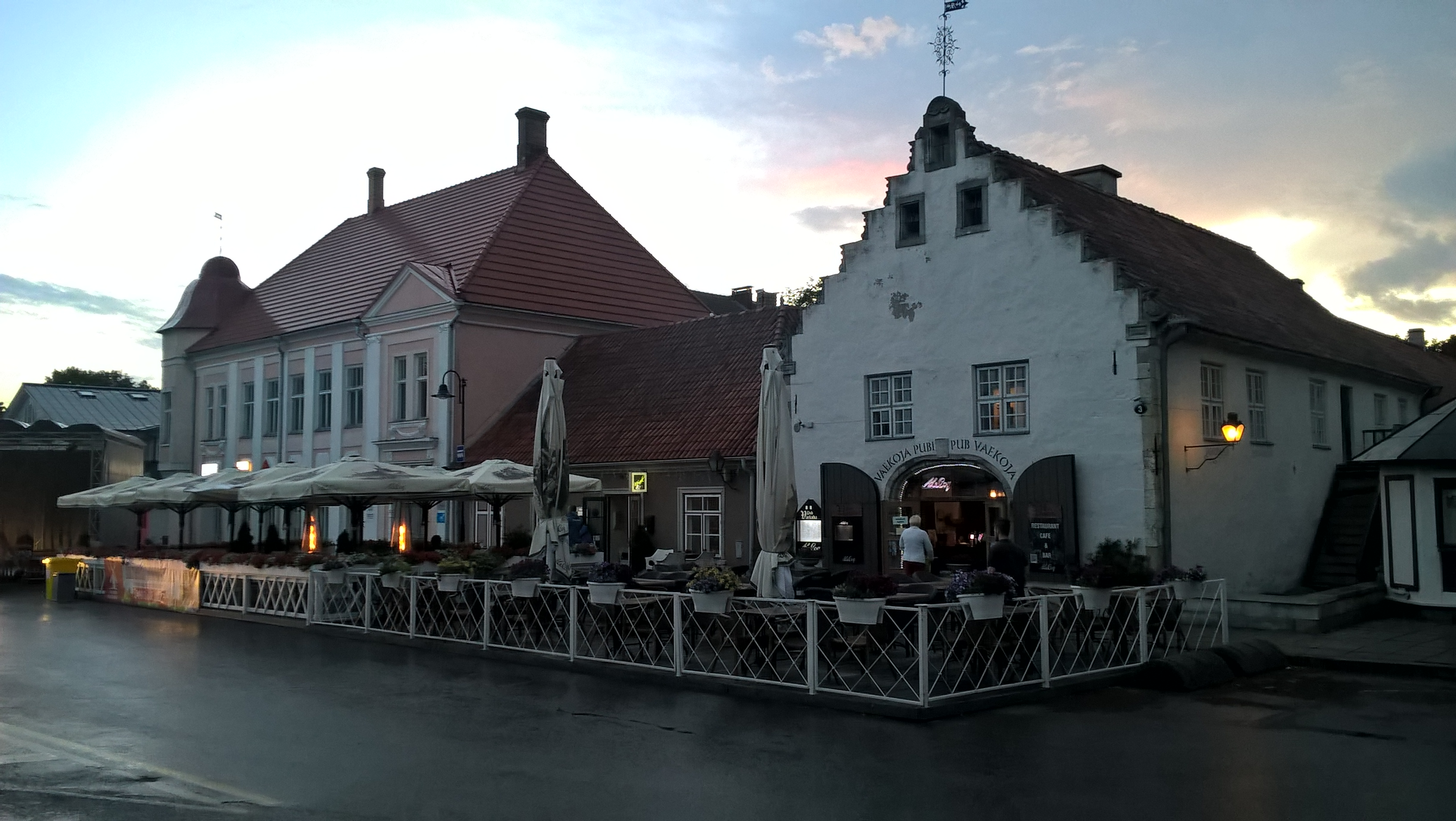
Kuressaare Centro histórico
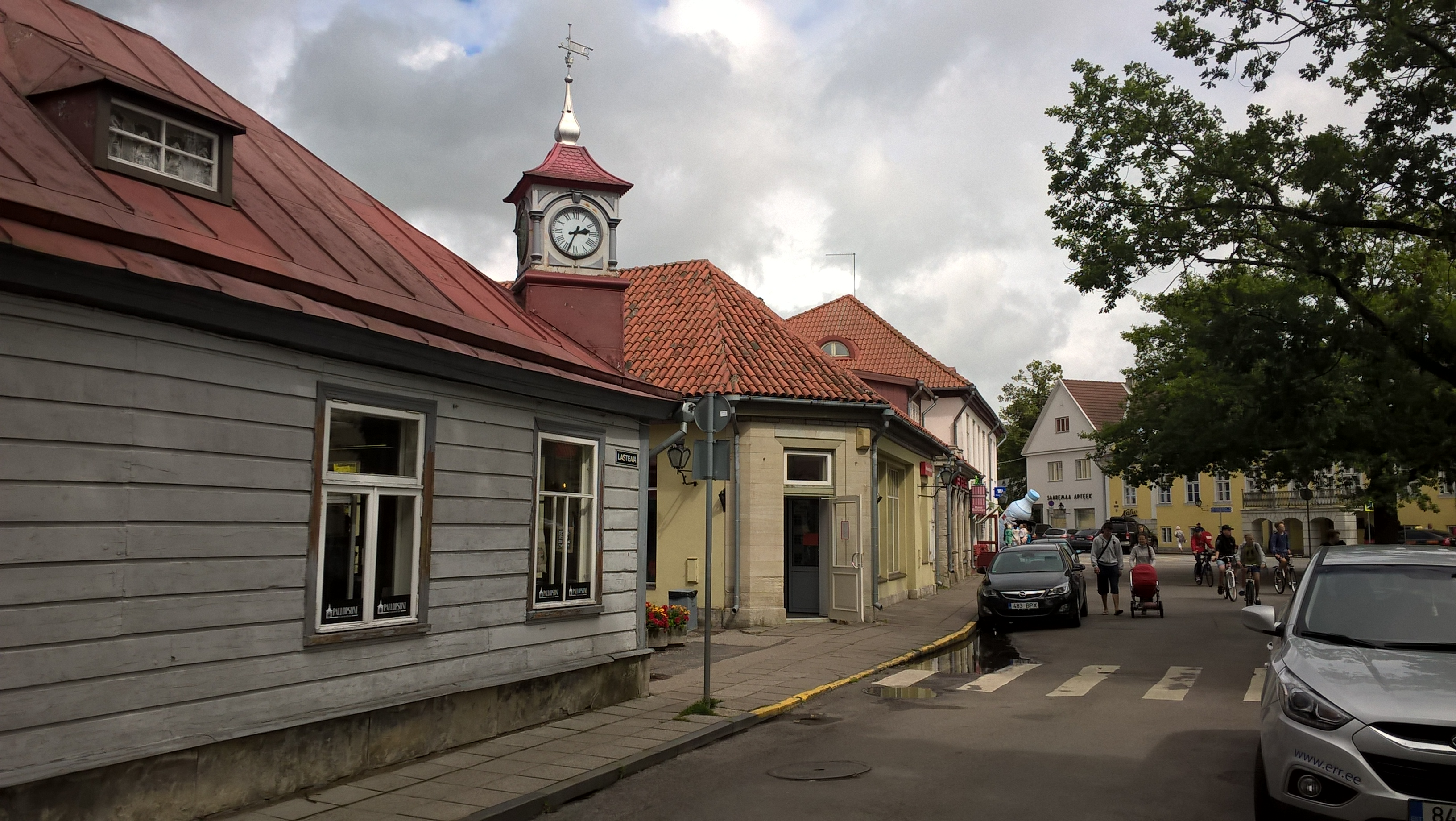
Lasteaia Calle